# 越南共和國外交部
外交部是越南共和國政府負責外交及其他對外事務的最高機關。
從1949年成立到1975年4月30日因西貢淪陷解散的大部分時間中，外交部總部位於西貢第一郡亞歷山德羅街6號。

## 歷史
前身為越南國外交部，成立於1949年。1955年全民公投後，越南共和國政權成立，越南國外交部重組為越南共和國外交部，直到1975年4月30日解散為止。

## 組織
以下為越南共和國外交部的組織架構（1963年）：

### 官員
- 部長
  - 辦公廳主任
  - 秘書長

### 下屬機構
- 辦公廳：政名辦公室、公幹委員室、參政辦公室、秘書室
- 禮賓部
- 新聞及通訊部：新聞室、通訊室
- 秘密室
- 公文室
- 外交文件檔案室
- 翻譯室
- 材料室
- 東南亞政治室：柬埔寨、老撾及緬甸室、馬來西亞、菲律賓、泰國及南洋室
- 亞洲及澳洲政治室：亞洲室（東南亞除外）、澳洲室
- 歐洲及非洲政治室：歐洲室、非洲室
- 美國及聯合國政治室：美國室、聯合國室
- 經濟、財政及社會室：聯絡室、經濟技術合作室、研究室、經濟促進室
- 行政、文化、法理及領事室：行政室、文化室、領事室、法理及訴訟室
- 人事會計室：人事管理室、使館人事管理室、使館物資及財政管理室、會計室
- 國際會議室：研究室、技術室
- 清查使館及領事科

### 附屬機構
- 國際管制委員會（英语：International Control Commission）代表團

### 駐外機構
- 33間大使館
- 6間公使館
- 1個代表團（駐柬埔寨代表團）
- 4間總領事館
- 2間領事館（駐香港領事館、駐巴色領事館）
- 2個越僑聯絡團（駐新喀里多尼亞聯絡團、駐新赫布里底群島聯絡團）
- 常駐聯合國觀察員代表團（駐紐約）